# Florian Strießnig
Florian Strießnig (* 10. September 1999) ist ein österreichischer Handballtorwart.

## Karriere
Strießnig spielte in seiner Jugend beim HB Feldkirchen (in Kärnten). 2014/15 wechselte der Handballtorwart zum SC Ferlach. 2019/20 qualifizierte sich der Rechtshänder mit dem Team, durch einen vierten Platz in der Liga, für den EHF European Cup der Folgesaison. Bei seinem Debüt in einem internationalen Bewerb konnten die ersten beiden Begegnungen aufgrund der COVID-19-Pandemie nicht ausgetragen werden, wodurch Ferlach aufstieg. In der Runde der letzten 16 Teams verlor man gegen Sabbianco Anorthosis Famagusta.